# Bernard de Kerraoul
Bernard Vittu de Kerraoul, dit Bernard de Kerraoul, est un écrivain français né à Saint-Brieuc le 17 février 1936 et mort à Rennes le 24 juillet 2021,.

## Biographie
Il fut élève au lycée Saint-Charles de Saint-Brieuc, de 1947 à 1953 et a fait partie du conseil d’administration de l’Amicale des anciens élèves de 1988 jusqu’en 2005.
Journaliste, éditorialiste et écrivain, il est l'auteur de nombreux ouvrages dont plusieurs ont été traduits en anglais, en italien et en espagnol. Son premier ouvrage, Le poids des âmes, a reçu le prix international du premier roman en 1963 . en 1969, il reçoit le prix littéraire de l'Académie de Bretagne pour son ouvrage, Tissant sa toile. Ses ouvrages font l'objet d'une importante diffusion dans les pays francophones, comme le Canada,, la Belgique ou la Suisse.
Journaliste, chroniqueur et éditorialiste, il est, notamment, rédacteur et membre du conseil de la revue bimestrielle Una voce, aux côtés de Denis Tillinac et chroniqueur littéraire au magazine L’entente catholique de Bretagne.

### Romans
- Le Temps de l'imposture, Paris, Julliard, 1972, 415 p.
- La Réconciliation, Paris, Julliard, 1971, 411 p. (lire en ligne)
- Tissant sa toile, Paris, Julliard, 1969, 344 p.
- La Carapace, Paris, Julliard, 1968, 439 p.
- Une grande conscience, Paris, Julliard, 1967, 376 p. (ISBN 9782260035718)
- Ombres sur Ardbury, Paris, Julliard, 1965, 287 p. (lire en ligne)
- Une si juste mort, Paris, Julliard, 1963, 290 p.
- Le Poids des âmes, Paris, Julliard, 1963, 388 p. (lire en ligne)[10]

### Ouvrages traduits en langue étrangère
- El tiempo de la impostura (trad. Luis Ruiz Hernández), Madrid, Organización Sala Editorial, coll. « Colección Narrativa », 1972, 318 p..
- Sombras en Ardbury, Circulo de Lectores, 1972, 286 p..
- El peso de las almas, Editorial Pomaire, 1966, 525 p..
- Il peso delle anime, Milan, Garzanti, coll. « Romanzi moderni », 1966, 342 p.
- Sombras en Ardbury (trad. Raúl Rivera), Santiago de Chile, Pomaire, coll. « Papelucho », 1966, 379 p.
- Sombras en Ardbury (trad. Raúl Rivera), Buenos Aires, Pomaire, coll. « Papelucho », 1965, 285 p.
- El Peso de las almas (trad. Virginia Cruzat de García Huidobro), Santiago de Chile, Editorial Pomaire, 1963 (réimpr. 1964), 526 p.

### Autres ouvrages
- La Bretagne de la Rance au Trégor (préf. André Cornu), France Empire, 1969, 304p